# PlayStation 2
Pour les articles homonymes, voir PS2.
La PlayStation 2 (abrégé officiellement en PS2) est une console de jeux vidéo de sixième génération commercialisée par Sony Computer Entertainment, filiale de Sony. Elle est sortie le 4 mars 2000 au Japon, le 26 octobre 2000 en Amérique du Nord, le 24 novembre 2000 en Europe et le 30 novembre 2000 en Australie. La console était en concurrence avec la Dreamcast de Sega, la GameCube de Nintendo et la Xbox de Microsoft.
La PlayStation 2 a succédé à la PlayStation dans la gamme du même nom. Elle est commercialisée pendant plus de douze ans, s'écoulant à 160 millions d'exemplaires à travers le monde, ce qui en fait la console la plus vendue de l'histoire du jeu vidéo. Même après la sortie en 2006 de sa successeuse, la PlayStation 3, elle est restée en production et de nouveaux jeux pour la console sont sortis pendant plusieurs années. La production a officiellement pris fin début 2013, ce qui la place comme une des consoles avec les durées de vie les plus longues de l'histoire du jeu vidéo.

## Histoire
Le développement de la PlayStation 2 est mené par Ken Kutaragi. La console est officiellement annoncée au salon E3 le 11 mai 1999. L'apparence de la console et la date de sortie japonaise sont dévoilées au salon Tokyo Game Show en septembre 1999. La console devait initialement sortir en France le 26 octobre 2000 mais son lancement sera repoussé au 24 novembre 2000,.

### Lancement
La PlayStation 2 est lancée le 4 mars 2000 au Japon, le 26 octobre 2000 en Amérique du Nord, le 24 novembre 2000 en Europe et le 30 novembre 2000 en Australie. La console sort à Hong Kong, à Singapour, en Thaïlande et en Malaisie en décembre 2001, à Taïwan en janvier 2002, en Corée du Sud le 22 février 2002 et en Chine en décembre 2003. La PlayStation 2 « Slim », un nouveau modèle à la silhouette affinée (dénommé PlayStation 2 « Slim ») est introduit le 1er novembre 2004 en Amérique du Nord et en Europe et le 3 novembre 2004 au Japon. Le prix de la console au lancement est fixé à 39 800 ¥ au Japon, à 299 USD aux États-Unis et à 2990 francs en France. Le prix est ramené à 2790 francs en juin 2001, à 1990 francs en septembre 2001, à 249 € en juillet 2003, à 199 € en juin 2004, à 149 € en août 2005, à 129 € en août 2006 et à 99 € en avril 2009. Fin 2010, elle est vendue en pack avec Gran Turismo 4 à 69,99 € en magasins.
Le lancement est marqué par l'engouement du public et des retards d'approvisionnement. Au Japon, les 980 000 consoles proposées sont parties en 48 heures. Des difficultés de production amènent Sony à fournir deux fois moins de consoles que prévu pour les lancements américain et européen. En France, 150 000 unités sont proposées avant Noël et seules la moitié sont disponibles au jour du lancement (dont 50 000 unités réservées). Sony avait joué sur la pénurie, et avait même utilisé le slogan "Elle sera à tous, mais tous ne l'auront pas" pendant la période de précommande. Au 23 mars 2001, Sony a déjà écoulé 10 millions de machines dans le monde.
Au lancement de la console, dix jeux sont disponibles au Japon et vingt-neuf en Amérique du Nord, dont Dead or Alive 2, Dynasty Warriors 2, FIFA 2001, Kessen, Madden NFL 2001, Midnight Club, Ridge Racer V, SSX, Tekken Tag Tournament, TimeSplitters et Unreal Tournament.

### Fin de vie
Plus de douze ans après son lancement, le 7 novembre 2012, Sony annonce officiellement l'arrêt de la distribution de la PlayStation 2. La dernière usine en activité a fermé ses portes quelques heures plus tôt. La production de la console est arrêtée le 30 novembre 2012 et Sony annonce cesser toute distribution sur le territoire japonais à compter du 28 décembre 2012. Le 4 janvier 2013, la production et la distribution de la PS2 est arrêtée dans le reste du monde,,. La console continuait toujours de se vendre honorablement au Japon.
L'ultime jeu à sortir sur Playstation 2 est Pro Evolution Soccer 2014, sorti le 7 novembre 2013, soit une semaine avant la sortie de la Playstation 4. 
En août 2018, Sony annonce via son site officiel la fermeture au 7 septembre du service après-vente, le dernier encore actif. Ainsi, Sony clôt définitivement l'ère de la PlayStation 2.

## Architecture interne de la console

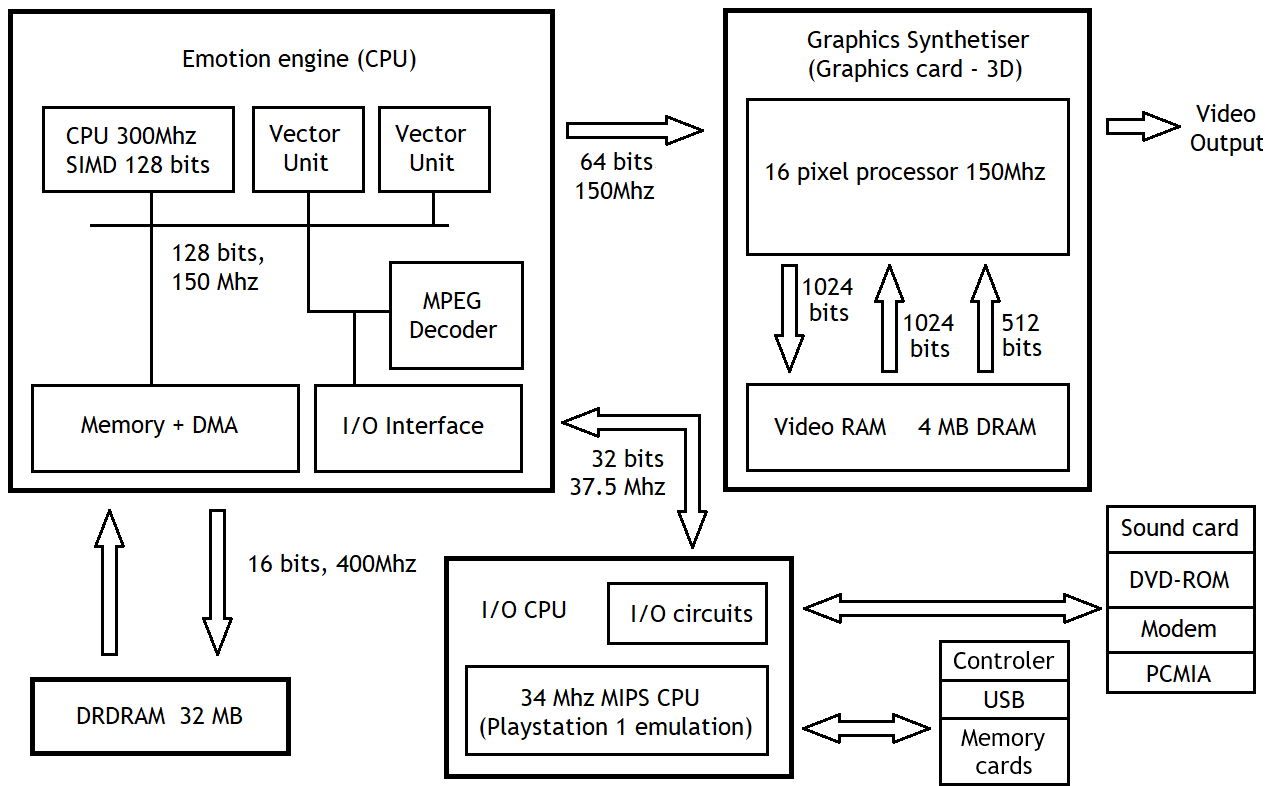
Architecture de la PlayStation 2.

La PlayStation 2 présente de nombreux processeurs, ce qui en fait une console assez difficile à programmer. Il est indispensable d’utiliser ces différents processeurs en parallèle pour tirer les performances maximales de la console. Dans les grandes lignes, la Playstation 2 comprend trois processeurs principaux : l'Emotion Engine, le Graphics Synthetiser et le I/O Processor. Ceux-ci jouent respectivement le rôle de processeur principal (CPU), de carte graphique (GPU) et de contrôleur d'entrée-sortie.

### Emotion Engine(CPU)

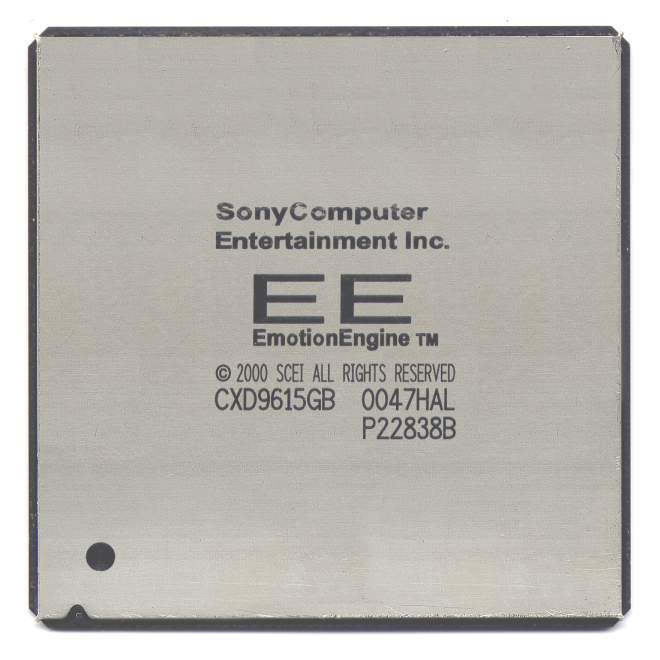
Le processeur central Emotion Engine.

L'Emotion Engine (EE) est le processeur central de la console. Il contient plusieurs sous-processeurs et circuits spécialisées, qui sont reliés par un bus interne de 128 bits, cadencé à 150 MHz. Le sous-processeur principal est un processeur SIMD 128 bits, cadencé à 300 MHz. Il est secondé par deux unités de calcul vectoriel 128 bits, nommées VU0 et VU1. Le EE, VU0, VU1 et l'IOP sont programmables, sur deux niveaux (microcode et macrocode) pour les unités vectorielles. Le FPU et les VU0 et VU1 permettent à la console d'atteindre 6,2 GFLOPS. La PS2 est capable de calculer 66 millions de polygones nus par seconde. Outre des processeurs programmables, le processeur comprend aussi des circuits de communication avec les entrées-sorties et la mémoire, avec la présence d'un contrôleur DMA intégré. L'Emotion Engine intègre un décodeur de flux MPEG utilisé pour la lecture des vidéos (beaucoup utilisées pour les cinématiques dans les jeux de l'époque). Il s'agit d'un circuit spécialisé, câblé directement en hardware.
Avec son processeur Emotion Engine 128 bits, la PlayStation 2 fut la dernière console, juste après la Dreamcast, à mettre en avant le nombre de "bits" de son processeur comme un argument marketing, ce nombre ayant perdu sa capacité à rendre réellement compte de la puissance d'une machine.

### Graphic Synthesizer (GPU)
Le Graphic Synthesizer (GS) est un circuit qui s’occupe du rendu graphique 3D (rastérisation à partir de primitives), et qui est strictement équivalent à une carte graphique. Il contient un processeur graphique (GPU), couplé à une petite mémoire vidéo. Le processeur graphique comprend 16 unités programmables séparées, appelées pixels processors, cadencées à 150 MHz. La mémoire vidéo est une petite mémoire DRAM de 4 mébioctets. Le bus qui relie le processeur graphique et la mémoire vidéo a une largeur de 1024 bits en lecture et 1024 bits en écriture.

### I/O Processor
Le I/O Processor (IOP) gère les entrées/sorties et assure la compatibilité avec la PlayStation. Celui-ci communique avec divers contrôleurs esclaves, qui gèrent chacun une entrée-sortie précise. Par exemple, la console intègre une carte son appelée *Sound Processor Unit (SPU), un lecteur DVD, un modem et des cartes PCMIA. Fait intéressant, le I/O Processor intègre aussi un processeur qui exécute les jeux Playstation 1. Ce processeur, destiné à « l'émulation » est un processeur MIPS cadencé à 34 MHz. Il n'est pas utilisé pour l’exécution de jeux Playstation 2[réf. nécessaire].

### Spécifications techniques
- Processeur principal : (Sony / Toshiba 64-bit RISC "Emotion Engine")
  - Fréquence horloge : 294,912 MHz (299 MHz sur les modèles "slim")
  - Mémoire principale - 32 Mo RDRAM PC800
  - Bande passante RAM : 3,2 Go / sec
- Vidéo : (Graphics Synthesizer)
  - Fréquence horloge : 147,456 MHz
  - Mémoire VRAM Cache : 4 Mo (embarquée dans le GPU)
  - 16 pixels pipelines
  - Taux de remplissage de 2,36 GigaPixels/sec
  - Nombre de polygones bruts par seconde : 66 millions
- Son (Sony "SPU1 + SPU2") :
  - Nombre de voix : 48 canaux
  - Fréquence d’échantillonnage de 44,1 KHz ou 48 KHz (sélectionnable)
  - Mémoire audio : 2 Mo
  - Compatible Dolby Digital 5.1 et DTS
  - Le "SPU2" étant la puce assurant la rétrocompatibilité avec le son des jeux PS1
- IOP
  - CPU Core : PlayStation CPU+ (R3000A)
  - Fréquence de l’horloge - ~34 MHz ou ~37 MHz (sélectionnable)
- Lecteur de disque : (DVD-ROM)
  - Vitesse - 24X (3600 Ko/s) en lecture CD, 4X (5400 Ko/s) en lecture DVD

## Autres modèles

### PlayStation 2 «Slim» ou PS Two: version compacte

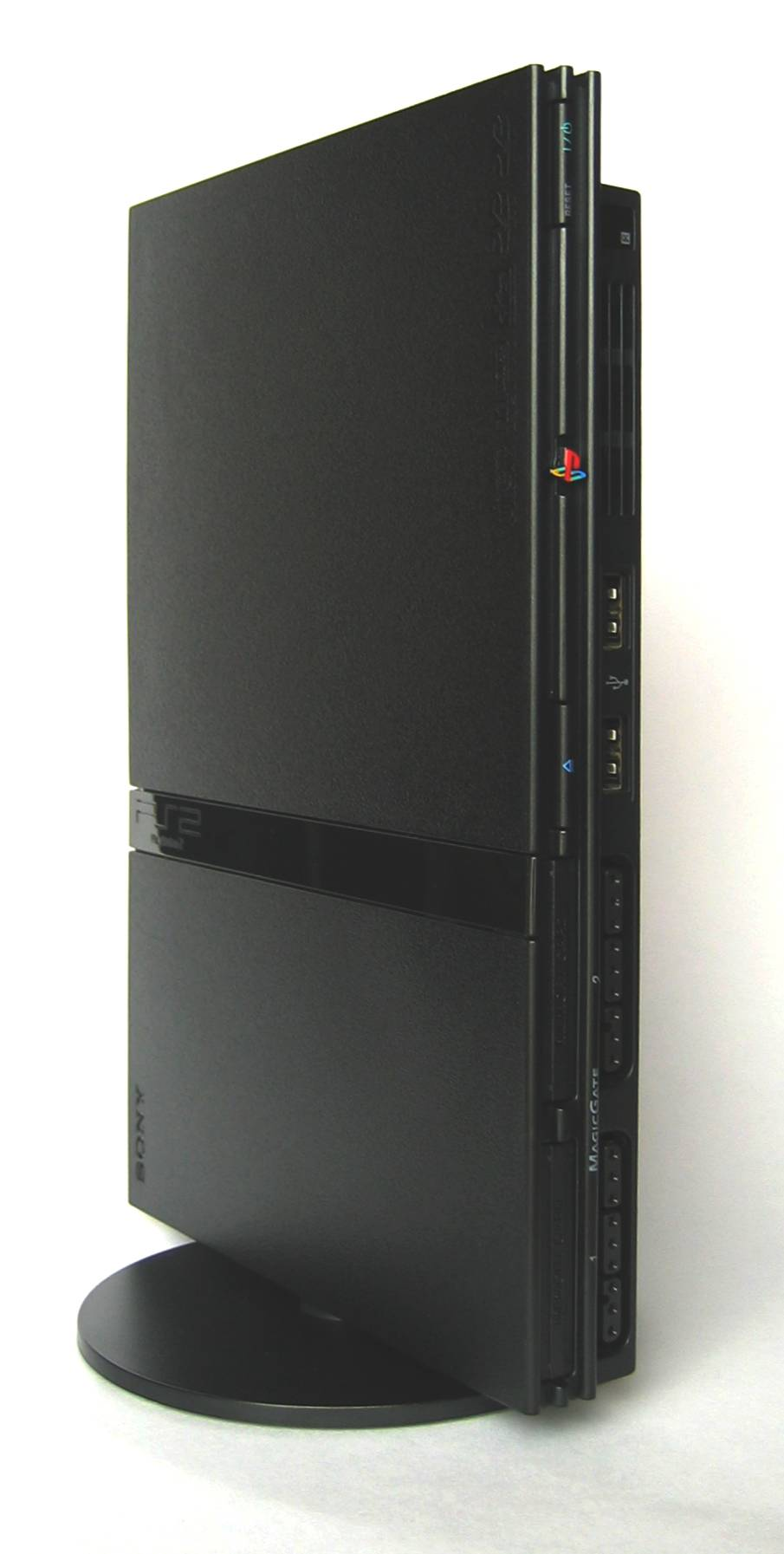
La PlayStation 2 « Slim ».

En novembre 2004, une version compacte de la PlayStation 2 est commercialisée. Il s'agit de la troisième modification importante apportée à la PS2. Elle a pour numéro de version : V12, SCPH-70000. Sony a définitivement arrêté la fabrication de l'ancien modèle PS2, et seules les versions compactes sont produites jusqu'à la fin officielle de la production, le 30 novembre 2012. À sa sortie, cette version « allégée » fut largement dénommée PStwo par la presse spécialisée, mais cette terminologie n'a cependant jamais été utilisée de façon officielle par Sony (contrairement au modèle « slim » de la PS1 qui fut, lui, bien nommé officiellement PSone par le constructeur japonais).
Les changements apportés concernent la modification du design pour obtenir une machine plus compacte et nettement plus fine. Ainsi, le chargement des disques qui s'effectuait par le biais d'un tiroir sur la version précédente (chargement frontal, comme sur les platines DVD), s'effectue désormais sur le dessus de la console (comme sur la PS1). De dimensions 230 × 28 × 152 mm, le volume a été réduit d’environ 75 % et son poids passe de plus de 2 kg à 900 grammes. Cette modification est associée à l'externalisation du boîtier d'alimentation 220 V, l'alimentation délivre une tension continue de 8,5 V (pour un courant d'environ 6,5 A), et de la suppression du bouton ON/OFF (marche/arrêt) situé derrière la machine ; celle-ci reste donc constamment en veille si elle n'est pas débranchée. Elle concerne également l'ajout d'un port Ethernet pour le jeu en réseau (le modèle original demandant l'ajout d'une extension). Il devient alors impossible d'installer un disque dur par les voies officielles (même si des adaptateurs à souder ont été créés, les points de connexion étant encore présents sur la carte mère).
Une nouvelle révision de la PlayStation 2 Slim sort en 2007 au Japon (et 2008 en Europe et aux États-Unis) pour numéro de version V18 SCPH-9000x, en plus de quelques changements cosmétiques au niveau du design visant à la rendre plus moderne, elle supprime désormais le boîtier d'alimentation 220 V en l'intégrant directement à l'intérieur de la console (à l'image de la FAT). Sony en profite pour corriger plusieurs défauts de conception tels que des problèmes de surchauffe et la console devient également légèrement plus silencieuse. Cependant, certains utilisateurs constatent que cette révision de modèle n'est plus capable de gérer la protection des jeux PS1 protégés, les bloquant au moment de l'accès à l'écran d'accueil ; seuls les jeux PS1 non protégés restent alors jouables[réf. nécessaire]. Il s'agit là de la dernière révision de la PlayStation 2 jusqu'à l’arrêt de la production en janvier 2013.

#### Évolution
V14 (SCPH-7500X)Commercialisé à partir de 2005
La V14 rend impossible la soudure d'un système alternatif. Pour pallier cette absence, il est possible de brancher un disque dur externe à l'aide d’un rack USB et d'un logiciel spécifique.
V15 (SCPH-7700X)Commercialisé en 2006
V16 (SCPH-7900X)Commercialisé en 2007, version plus légère de 300 grammes, elle ne pèse plus que 600 grammes
V17, V18 (SCPH-9000X)Une nouvelle version, avec cette fois-ci le transformateur électrique intégré, sort au Japon le 22 novembre 2007 pour 16 000 Yens (96 €) et aux États-Unis début 2008 pour 99 $. Disponible en trois couleurs : ceramic white, charcoal black et satin silver, elle est en vente en Europe depuis le premier semestre 2008. Une évolution de la V17 (appelée V18) est commercialisée en 2010. En 2011, l'évolution ultime de cette version de la PlayStation 2 « Slim » (et de la PS2 en général) est commercialisée, il s'agit du modèle V19, peu avant l'arrêt définitif de la production de la console par Sony.

### PSX

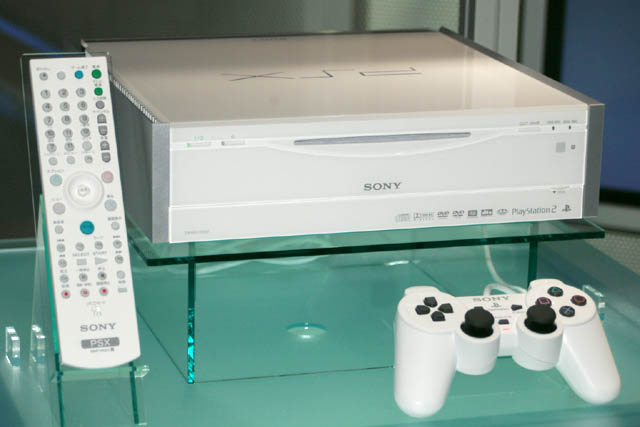
La station multimédia PSX.

La PSX est une station multimédia qui fait office de console de jeu PlayStation et PlayStation 2, de graveur DVD, de tuner Télé et de numériscope grâce à un disque dur intégré. La PSX est lancée le 13 décembre 2003 au Japon, au prix initial de 79,800 ¥ (160 GB) et 99,800 ¥ (250 GB). Malgré des baisses de prix successives, les ventes sont restées confidentielles et la production est arrêtée en février 2005.

## Jeux vidéo

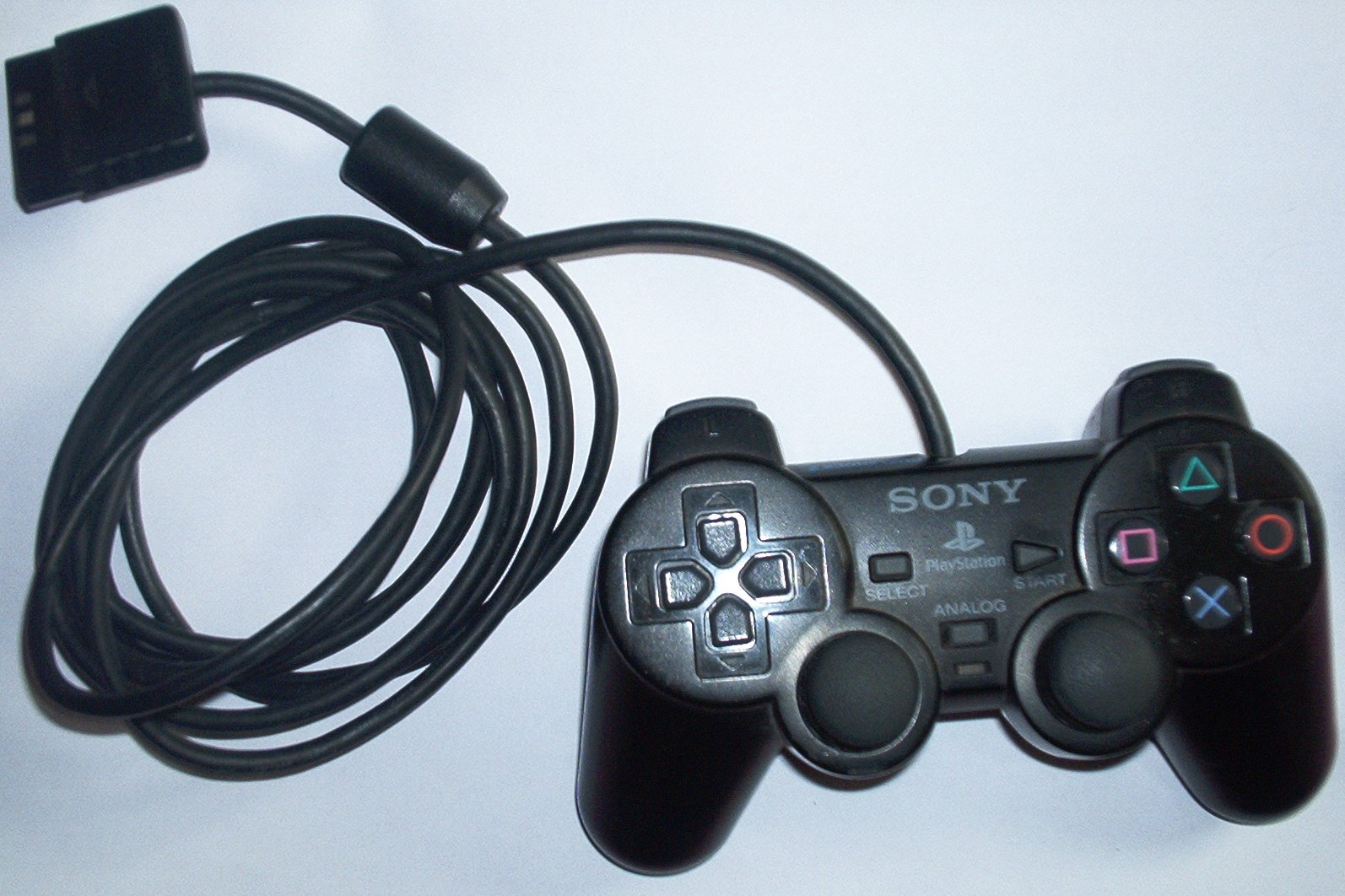
La manette officielle DualShock 2.

La console dispose d'une ludothèque de plus de 10 828 jeux, où sont représentés des séries populaires comme la série Ratchet and Clank, Dragon Quest, Jak and Daxter, God of War, Sly Cooper, Final Fantasy, Grand Theft Auto, Kingdom Hearts, Tomb Raider, Metal Gear Solid, Medal of Honor, Need for Speed, SSX, Pro Evolution Soccer et Tekken. Les trois jeux les plus vendus sur le support sont Grand Theft Auto: San Andreas (17 millions d'exemplaires), Gran Turismo 3 A-spec et Grand Theft Auto: Vice City (14 millions d'unités). Onimusha: Warlords est le premier titre de la console à dépasser la barre du million d'exemplaires vendus, un an après la sortie de la console. En mars 2007, 1,2 milliard de copies de jeux PlayStation 2 ont été distribués à travers le monde. Les jeux PlayStation 2 sont gravés au format DVD-ROM ou CD-ROM. Les versions « éditeur » des jeux, réservées aux professionnels et notamment destinées aux démonstrations en magasin, sont communément appelées blue disc.
La console est rétrocompatible avec le catalogue de jeux PlayStation ainsi que divers accessoires de la machine (manette, carte mémoire, etc.).

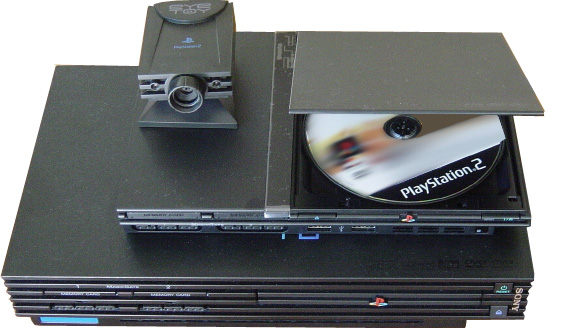
L'EyeToy et la PlayStation 2 « Slim » posées sur le modèle original.

Un adaptateur réseau permet de connecter la console au réseau afin d'accéder à des parties multijoueur en ligne. Le module matériel se branche sur la baie d'extension à l'arrière de la console : il est doté d'une carte réseau ethernet. Une connexion internet haut débit est requise. L'adaptateur est à l'origine vendu séparément puis directement intégré dans les modèles PlayStation 2 « Slim ». Il n'est plus fabriqué depuis 2006. Battlefield 2: Modern Combat et SOCOM: U.S. Navy Seals sont des exemples de jeux en ligne populaires sur la console. Contrairement à la PS3 qui a son service de jeu en réseau centralisé (le PlayStation Network), les jeux PS2 ont chacun leur réseau dédié indépendant.
Pro Evolution Soccer 2014, sorti le 7 novembre 2013 est officiellement le dernier jeu, à l'heure actuelle, paru sur cette console. Le dernier jeu japonais commercialisé est la dernière extension de Final Fantasy XI, Explorateurs d'Adoulin, qui est disponible au Japon en mars 2013.

## Accessoires

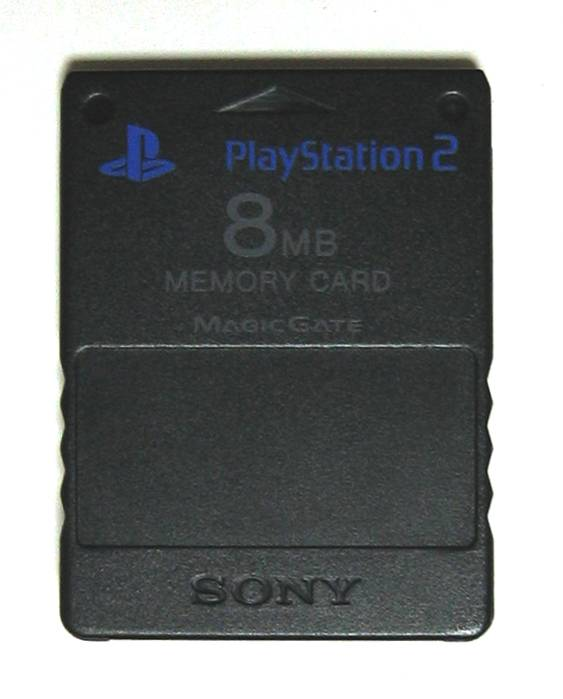
La carte mémoire.

La manette de jeu officielle, la DualShock 2, reprend l'apparence globale de la DualShock. Les boutons sont désormais analogiques (sauf L3, R3 et Analog) et la manette produit deux niveaux de vibrations supplémentaires. Accompagnée de celle-ci, la carte mémoire Memory Card (8 MB), qui intègre la technologie MagicGate, est vendue séparément. D'autres accessoires sont proposés : une télécommande, un adaptateur réseau, un disque dur, le micro-casque HeadSet, les micros SingStar, les guitares Guitar Hero, des volants à retour de force, le pistolet optique GunCon 2, le clavier-contrôleur NetPlay Controller, le multiplicateur de manette Multitap, des câbles (AV analogique, S-Video, i.Link), le kit Linux, ou encore des socles (horizontal et vertical).
L'EyeToy est une petite caméra développée par Sony qui se connecte au port USB de la console et permet d'interagir avec l'univers de jeu en réalisant des mouvements avec le corps. Lancé en Europe le 9 juillet 2003 en pack avec le jeu EyeToy: Play, l'accessoire connait un certain succès (plus d'un million de vente en octobre 2003) et tout une gamme de jeux spécialement conçus pour le périphérique a vu le jour. La caméra peut aussi être utilisée comme webcam sur un ordinateur grâce à sa connectique USB et les pilotes appropriés. Sony a également commercialisé des buzzers dans le cadre de la série Buzz!. Vendus par quatre, ils sont munis de cinq boutons, dont quatre de couleurs, qui permettent d'interagir avec les jeux comme dans un jeu télévisé.

### Similitude avec un ordinateur
Sony a lancé un kit qui permet d’installer le système d'exploitation Linux sur la console. Le kit comprend un disque dur de 20 Go, une souris, un clavier, une carte ethernet et deux DVD, incluant une distribution Linux. Des chercheurs américains du National Center for Supercomputing Applications de l'Université de l'Illinois ont mené une étude de faisabilité pour créer une grappe de 70 PlayStation 2 afin d'utiliser la puissance brute de calcul à des fins scientifiques.

## Ventes
La barre des 100 millions d'unités distribuées est atteinte en novembre 2005, cinq ans et neuf mois après le lancement de la console au Japon. La PlayStation, première console de salon à avoir atteint ce cap, a mis neuf ans et six mois en comparaison,. La répartition des ventes sur les trois pôles du marché est d'environ 40 % pour l'Amérique du Nord, 38 % pour l'Europe et 22 % pour le Japon (et l'Asie). En 2004, la console occupe 70 % du marché des consoles de jeu vidéo. Sony affirme qu'il existe 10 828 titres de jeu vidéo disponibles sur la console et que 1,52 milliard d'exemplaires de ces titres ont été vendus depuis le lancement de la console. Durant la fin de l'année 2009, alors que la console est commercialisée depuis près d'une décennie, Sony explique que la PlayStation 2 restera sur le marché tant qu'il y aura des acheteurs pour ses jeux.
Les ventes de la PlayStation 2 sont estimées à un peu plus de 150 millions d'exemplaires en 2011,,.
Le 29 mars 2024, Jim Ryan, pour son dernier jour en tant que CEO de Sony Interactive Entertainment, a déclaré lors d'un podcast PlayStation officiel que la console s'était écoulé à plus de 160 millions d'unités durant toute sa commercialisation. En novembre 2024, à l'occasion des 30 ans de la marque, Sony confirme officiellement cette information,.

### Bilan des ventes
(novembre 2024).
Le bilan des ventes de la PlayStation 2 entre son lancement et 2012 est :
| Sony Gaming Division        | En millions |                    |              |              |              | Total (année civile)  | Total (année civile)  |
| Sony Gaming Division        | En millions | Matériel distribué | Cumul        |              |              |                       |                       |
| 2000                        | Hardware    |                    |              |              |              | 6.4                   | 6.4                   |
| 2001                        | Hardware    |                    |              |              |              | 18.59                 | 24.99                 |
| 2002                        | Hardware    |                    |              |              |              | 24.6                  | 49.59                 |
| 2003                        | Hardware    |                    |              |              |              | 19.87                 | 69.46                 |
| 2004                        | Hardware    |                    |              |              |              | 11.93                 | 81.39                 |
| 2005                        | Hardware    |                    |              |              |              | 19.98                 | 101.37                |
| 2006                        | Hardware    |                    |              |              |              | 2.32                  | 103.69                |
|                             | En millions | Q1 (Avr-Jui)       | Q2 (Jui-Sep) | Q3 (Oct-Dec) | Q4 (Jan-Mar) | Total (Année fiscale) | Total (Année fiscale) |
| Ventes de matériel          | En millions | Q1 (Avr-Jui)       | Q2 (Jui-Sep) | Q3 (Oct-Dec) | Q4 (Jan-Mar) | Cumul                 |                       |
| 2006                        | Hardware    | 2.3                | 3.4          | 6.7          | 2.4          | 14.8                  | 115.7                 |
| 2007                        | Hardware    | 2.7                | 3.2          | 5.4          | 2.4          | 13.7                  | 129.4                 |
| 2008                        | Hardware    | 1.5                | 2.5          | 2.5          | 1.4          | 7.9                   | 137.3                 |
| 2009                        | Hardware    | 1.6                | 1.9          | 2.1          | 1.7          | 7.3                   | 144.6                 |
| 2010                        | Hardware    | 1.6                | 1.5          | 2.1          | 1.2          | 6.4                   | 151.0                 |
| 2011                        | Hardware    | 1.4                | 1.2          | 0.9          | 0.6          | 4.1                   | 155.1                 |
| Total jusqu'au 31 mars 2012 | Hardware    |                    |              |              |              | 155.1 (Sell-in)       |                       |

| PlayStation 2               | En millions | Cumul          |
| Total jusqu'au 31 mars 2012 | Software    | 1537 (Sell-in) |